# Justus Ott
Justus Ott (* 11. September 1885 in Bremerhaven, Deutsches Reich; † 22. März 1958 in Bremen) war ein deutscher Sänger und Schauspieler bei Bühne und Film.

## Biografie
Ott war der Sohn des Zahlmeisters Rakemann und nannte sich seit 1918 Ott. Er machte eine kaufmännische Lehre, erhielt danach seine künstlerische Ausbildung bei Julius Donat und begann 1904 seine Bühnenlaufbahn in Bremen. Es folgten Verpflichtungen u. a. im oberschlesischen Königshütte. 1909 kehrte er nach Bremen zurück und spielte an der Oper des Bremer Schauspielhauses. Erfolgreich war er 1904 im Stück Flachmann als Erzieher von Otto Ernst. In jungen Jahren wirkte Ott als Statist, Chorsänger und Tänzer und wurde zumeist in Schwänken und Komödien, auch mit Sprechrollen, eingesetzt. Er bekam ein Engagement am Stadttheater Bremerhaven.
Seit 1910 gehörte er bis zu seinem Tod 1958 (zuletzt als Ehrenmitglied) dem Ensemble des Bremer Schauspielhauses an. Er spielte in rund 200 Rollen und stand 1944 in der Gottbegnadeten-Liste des Reichsministeriums für Volksaufklärung und Propaganda. Er war Charakterdarsteller und hatte mit seinen humorvollen Rollen Erfolg. Von 1946 bis 1949 trat er in den Kammerspielen Bremen in der Böttcherstraße auf und danach bis um 1956 am Theater am Goetheplatz.
Vor die Kamera trat Ott, abgesehen von einer Stippvisite zu Stummfilmzeiten, erst sehr spät: In der Spätphase des Zweiten Weltkriegs und in den frühen Nachkriegsjahren sah man ihn mit einigen Chargenrollen, darunter auch in dem Hans-Albers-Klassiker Große Freiheit Nr. 7, in einer Reihe von überwiegend wenig bedeutungsvollen Unterhaltungsfilmen. Dort verkörperte er, oft nur sekundenkurz, mal einen Kapitän, mal einen Professor und zuletzt einen Antiquar.

## Filmografie
- 1919: Die Rache des Bastards
- 1943: Ein Mann mit Grundsätzen?
- 1944: Große Freiheit Nr. 7
- 1944: Tierarzt Dr. Vlimmen (unvollendet)
- 1947: Menschen in Gottes Hand
- 1949: 0 Uhr 15 Zimmer 9
- 1951: Sensation in San Remo

## Sprecher bei Hörspielen
- 1947: Indizien. Regie: Kurt Strehlen. RB
- 1948: Winterballade. Regie: Inge Möller. RB
- 1948: Der Vorhang fällt. Regie: Gert Westphal. RB
- 1948: Fantasien im Bremer Ratskeller. Regie: Gert Westphal. RB
- 1948: Von Mäusen und Menschen. Regie: Gert Westphal. RB
- 1949: Leonce und Lena. Regie: Inge Möller. RB
- 1949: Caligula. Regie: Wolfgang Engels. RB
- 1949: Verwandelte Welt. Regie: Gert Westphal. RB
- 1950: Du selber bist das Rad. Regie: Gert Westphal. RB
- 1950: Der jüngste Tag. Regie: Wolfgang Engels. RB
- 1950: Das Postamt. Regie: Inge Möller. RB
- 1951: Morgen. Niederdeutsches Hörspiel. Regie: Wolfgang Engels. RB